# Scottish Open 1968
Die Scottish Open 1968 waren die 49. Austragung dieser internationalen Meisterschaften von Schottland im Badminton. Sie fanden Anfang des Jahres in Edinburgh statt.

## Titelträger
| Disziplin    | Sieger                       |
| ------------ | ---------------------------- |
| Herreneinzel | Robert McCoig                |
| Dameneinzel  | Ursula Smith                 |
| Herrendoppel | David Eddy Roger Powell      |
| Damendoppel  | Jennifer Horton Ursula Smith |
| Mixed        | Tony Jordan Susan Pound      |

## Finalresultate
| Disziplin    | Sieger                       | Finalist                      | Ergebnis          |
| ------------ | ---------------------------- | ----------------------------- | ----------------- |
| Herreneinzel | Robert McCoig                | Lee Kin Tat                   | 17–16, 7–15, 15–8 |
| Dameneinzel  | Ursula Smith                 | Muriel Ferguson               | 11–8, 11–7        |
| Herrendoppel | David Eddy Roger Powell      | David Horton Tony Jordan      | 11–15, 15–6, 15–5 |
| Damendoppel  | Jennifer Horton Ursula Smith | Margaret Boxall Susan Pound   | 15–9, 15–9        |
| Mixed        | Tony Jordan Susan Pound      | Robert McCoig Muriel Ferguson | 15–8, 17–15       |